# The Gun Club
A The Gun Club amerikai együttes volt. Főleg post-punkot és cowpunk-ot játszottak, de jelen voltak a psychobilly, punk rock és punk blues műfajokban is. "The Cyclones" és "The Creeping Ritual" néven is ismertek voltak. 1979-ben alakultak meg Los Angelesben.
Karrierjük alatt hét nagylemezt dobtak piacra, melyből a legelső bekerült az 1001 lemez, amelyet hallanod kell, mielőtt meghalsz című könyvbe. 1985-ben feloszlottak, de 1986-tól 1994-ig újból összeálltak a tagok egy kis időre. Jeffrey Lee Pierce 1996-ban bekövetkezett halála miatt az együttes véglegesen feloszlott. Az együttes történetéről könyv is készült.

## Diszkográfia
- Fire of Love (1981)
- Miami (1982)
- The Las Vegas Story (1984)
- Mother Juno (1987)
- Pastoral Hide and Seek (1990)
- Divinity (1991)
- Lucky Jim (1993)